# Jorge Llopart
Jorge Llopart (em catalão:Jordi Llopart Ribas, El Prat de Llobregat, 5 de maio de 1952 – 11 de novembro de 2020) foi um atleta espanhol, especialista em marcha atlética.
Foi campeão da Europa em 1978 e medalha de prata nos Jogos Olímpicos de 1980, sempre na modalidade de 50 quilómetros marcha. Nesta distância, possui um recorde pessoal de 3:44:33 h, feito em Reus, no ano de 1979.
Morreu em 11 de novembro de 2020, aos 68 anos, devido a um ataque cardíaco.